# Калинкин, Виталий Алексеевич
Виталий Алексеевич Кали́нкин (1925—1999) — промышленный деятель, Герой Социалистического Труда (1981).

## Биография

Могила Калинкина на Кальварийском кладбище Минска.

Виталий Калинкин родился 21 июня 1925 года в деревне Чекряниково (ныне — Ильинский район Ивановской области). Окончил среднюю школу. Участвовал в боях Великой Отечественной войны, награждён боевыми орденами и медалями.
После окончания войны Калинкин был демобилизован. Окончил институт, после чего работал на различных предприятиях. В середине 1960-х годов работал главным инженером Минского электромеханического завода. С 1968 года Калинкин руководил минским заводом «Транзистор», на базе которого в 1972 году было образовано производственное объединение «Горизонт». Под непосредственным руководством Виталия Алексеевича Калинкина впервые в телевизионной промышленности СССР на этом объединении были запущены в серийное производство цветные телевизоры третьего поколения.
Указом Президиума Верховного Совета СССР от 10 марта 1981 года Виталий Калинкин был удостоен высокого звания Героя Социалистического Труда с вручением ордена Ленина и медали «Серп и Молот».
Избирался депутатом Минского горсовета, делегатом XXIX съезда КП БССР.
Умер 11 октября 1999 года, похоронен на Кальварийском кладбище Минска.
Был также награждён орденами Октябрьской Революции, Трудового Красного Знамени, «Знак Почёта», Отечественной войны 1-й степени, тремя орденами Красной Звезды и рядом медалей.